# Eccellenza Sicilia 2016-2017
Il campionato italiano di calcio di Eccellenza regionale 2016-2017 è il ventiseiesimo organizzato in Italia. Rappresenta il quinto livello del calcio italiano.
Questi sono i gironi organizzati dal Comitato Regionale della Sicilia.
Le gare si disputano in orari differenti a seconda dei periodi dell'anno: alle 15:30 dalla prima alla settima giornata, alle 14:30 dall'ottava alla diciottesima, alle 15:00 dalla diciannovesima alla ventiseiesima, alle 16:00 dalla ventisettesima alla trentesima e le gare di play-off e play-out.
Play-off e play-out si disputano soltanto se fra le due squadre ipoteticamente coinvolte ci sono meno di 10 punti di distacco. Se la seconda classificata ha almeno dieci punti di vantaggio sulla terza accederà direttamente alla fase nazionale degli spareggi.
Per la stagione 2016-17, fra le squadre aventi diritto a partecipare al torneo non si è iscritta la Leonfortese, proveniente dalla Serie D, dalla quale sono retrocesse anche Marsala e Scordia. La Sancataldese è stata ripescata nella categoria superiore. Dalla Promozione sei squadre sono state promosse al termine della stagione regolare: Biancavilla, Nissa, Real Avola, Riviera Marmi, Sant'Agata e Torregrotta. A queste si aggiungono il Belpasso, vincitore della Coppa Italia di categoria, e le ripescate Licata, Pistunina e Terranova Gela, nuova denominazione dell'Atletico Gela.

## Girone A

### Squadre partecipanti
| Club                           | Città                                    | Stadio                           | Stagione 2015-2016       |
| ------------------------------ | ---------------------------------------- | -------------------------------- | ------------------------ |
| S.S.D. Alba Alcamo 1928        | Alcamo (TP)                              | Stadio Lelio Catella             | 5° in Eccellenza gir. A  |
| A.S.D. Atletico Campofranco    | Campofranco (CL)                         | Stadio Alfonso Virciglio         | 9° in Eccellenza gir. A  |
| A.S.D. Pol. Castelbuono        | Castelbuono (PA)                         | Stadio Luigi Failla              | 6° in Eccellenza gir. A  |
| A.S.D. Dattilo Noir            | Dattilo, frazione di Paceco (TP)         | Stadio Giovanni Mancuso          | 3° in Eccellenza gir. A  |
| A.S.D. Folgore Selinunte       | Castelvetrano (TP)                       | Stadio Paolo Marino              | 8° in Eccellenza gir. A  |
| A.S.D. Licata Calcio           | Licata (AG)                              | Stadio Dino Liotta               | 2° in Promozione gir. D  |
| S.S.D. Sport Club Marsala 1912 | Marsala (TP)                             | Stadio Antonino Lombardo Angotta | 15° in Serie D gir. I    |
| A.S.D. Mazara Calcio           | Mazara del Vallo (TP)                    | Stadio Nino Vaccara              | 7° in Eccellenza gir. A  |
| A.S.D. Mussomeli               | Mussomeli (CL)                           | Stadio Nino Caltagirone          | 11° in Eccellenza gir. A |
| A.S.D. Sport Club Nissa 1962   | Caltanissetta                            | Stadio Palmintelli               | 1° in Promozione gir. D  |
| Pol. Paceco 1976               | Paceco (TP)                              | Stadio Giovanni Mancuso          | 4° in Eccellenza gir. A  |
| A.P.D. Parmonval               | Partanna-Mondello (quartiere di Palermo) | Campo Franco Lo Monaco           | 10° in Eccellenza gir. A |
| U.S.D. Pro Favara              | Favara (AG)                              | Stadio Giovanni Bruccoleri       | 13° in Eccellenza gir. A |
| A.S.D. Riviera Marmi 2015      | Custonaci (TP)                           | Campo Cornino                    | 1° in Promozione gir. A  |
| A.S.D. Terranova Gela          | Gela (CL)                                | Stadio Vincenzo Presti           | 5° in Promozione gir. D  |
| A.S.D. Troina                  | Troina (EN)                              | Stadio Silvio Proto              | 4° in Eccellenza gir. B  |

### Classifica
|  | Pos. | Squadra              | Pt | G  | V  | N  | P  | GF | GS  | DR  |
|  | ---- | -------------------- | -- | -- | -- | -- | -- | -- | --- | --- |
|  | 1.   | Paceco               | 62 | 30 | 17 | 11 | 2  | 61 | 17  | +44 |
|  | 2.   | Troina               | 56 | 30 | 17 | 5  | 8  | 49 | 20  | +29 |
|  | 3.   | Folgore Selinunte    | 51 | 30 | 14 | 9  | 7  | 36 | 25  | +11 |
|  | 4.   | Riviera Marmi        | 48 | 30 | 15 | 3  | 12 | 48 | 41  | +7  |
|  | 5.   | Dattilo Noir         | 48 | 30 | 15 | 3  | 12 | 54 | 49  | +5  |
|  | 6.   | Alcamo               | 47 | 30 | 12 | 11 | 7  | 43 | 32  | +11 |
|  | 7.   | Licata               | 42 | 30 | 11 | 9  | 10 | 38 | 28  | +10 |
|  | 8.   | Castelbuono          | 42 | 30 | 12 | 6  | 12 | 41 | 43  | -2  |
|  | 9.   | Mazara               | 41 | 30 | 11 | 8  | 11 | 57 | 37  | +20 |
|  | 10.  | Parmonval            | 41 | 30 | 10 | 11 | 9  | 26 | 21  | +5  |
|  | 11.  | Nissa                | 40 | 30 | 9  | 13 | 8  | 28 | 29  | -1  |
|  | 12.  | Pro Favara           | 40 | 30 | 11 | 7  | 12 | 35 | 42  | -7  |
|  | 13.  | Mussomeli            | 39 | 30 | 10 | 9  | 11 | 32 | 39  | -7  |
|  | 14.  | Atletico Campofranco | 34 | 30 | 9  | 7  | 14 | 45 | 37  | +8  |
|  | 15.  | Marsala              | 15 | 30 | 3  | 7  | 20 | 9  | 52  | -43 |
|  | 16.  | Terranova Gela       | 8  | 30 | 2  | 5  | 23 | 20 | 110 | -90 |

Legenda:

      Paceco promosso in Serie D 2017-2018.

      Troina promosso in Serie D 2017-2018 perché finalista della Coppa Italia Dilettanti 2016-2017, vinta dal Villabiagio già promosso tramite il campionato.

      Nissa retrocessa in Promozione 2017-2018 dopo play-out.

      Marsala e Terranova Gela retrocesse in Promozione 2017-2018.

#### Play-off
Semifinali
|                   | Risultati   |              | Luogo e data                                       |  |
| ----------------- | ----------- | ------------ | -------------------------------------------------- |  |
| Folgore Selinunte | 1 - 0 (dts) | Alcamo       | Stadio Paolo Marino (Castelvetrano), 7 maggio 2017 |  |
| Riviera Marmi     | 2 - 1       | Dattilo Noir | Campo Cornino (Custonaci), 7 maggio 2017           |  |

Finale
|                   | Risultati |               | Luogo e data                                        |  |
| ----------------- | --------- | ------------- | --------------------------------------------------- |  |
| Folgore Selinunte | 3 - 2     | Riviera Marmi | Stadio Paolo Marino (Castelvetrano), 10 maggio 2017 |  |

#### Play-out
|            | Risultati   |                      | Luogo e data                                        |  |
| ---------- | ----------- | -------------------- | --------------------------------------------------- |  |
| Nissa      | 1 - 4 (dts) | Atletico Campofranco | Stadio Palmintelli (Caltanissetta), 14 maggio 2017  |  |
| Pro Favara | 1 - 0       | Mussomeli            | Stadio Giovanni Bruccoleri (Favara), 14 maggio 2017 |  |

### Risultati

#### Tabellone
|                      | Alc  | AtC  | Cas  | Dat  | Fol  | Lic  | Mar  | Maz  | Mus  | Nis  | Pac  | Par  | Pro  | Riv  | Ter  | Tro  |
| -------------------- | ---- | ---- | ---- | ---- | ---- | ---- | ---- | ---- | ---- | ---- | ---- | ---- | ---- | ---- | ---- | ---- |
| Alcamo               | –––– | 2-0  | 1-0  | 5-3  | 1-1  | 2-0  | 1-1  | 0-4  | 3-1  | 1-0  | 1-2  | 1-1  | 1-1  | 2-1  | 2-1  | 0-1  |
| Atletico Campofranco | 1-1  | –––– | 4-0  | 1-1  | 2-1  | 3-5  | 1-0  | 3-0  | 3-1  | 0-0  | 2-2  | 1-0  | 4-0  | 0-0  | 2-2  | 0-1  |
| Castelbuono          | 1-1  | 0-0  | –––– | 2-0  | 1-1  | 1-4  | 6-0  | 1-0  | 2-1  | 1-0  | 1-0  | 2-1  | 3-0  | 3-1  | 2-2  | 2-2  |
| Dattilo Noir         | 2-0  | 1-0  | 4-2  | –––– | 0-0  | 3-1  | 4-1  | 3-6  | 5-1  | 3-1  | 0-1  | 4-0  | 2-1  | 1-4  | 3-0  | 2-0  |
| Folgore Selinunte    | 1-1  | 2-1  | 1-0  | 1-2  | –––– | 1-1  | 2-0  | 4-2  | 1-0  | 1-0  | 0-0  | 0-0  | 0-1  | 1-2  | 3-1  | 1-0  |
| Licata               | 0-0  | 1-0  | 2-0  | 3-2  | 0-1  | –––– | 0-0  | 2-1  | 1-1  | 0-0  | 0-0  | 1-0  | 2-1  | 2-2  | 8-0  | 0-0  |
| Marsala              | 1-1  | 2-1  | 0-3  | 0-1  | 1-2  | 0-1  | –––– | 0-0  | 1-1  | 0-0  | 0-3  | 0-0  | 0-1  | 0-2  | 1-0  | 0-4  |
| Mazara               | 0-3  | 3-1  | 0-0  | 4-0  | 2-0  | 1-1  | 0-1  | –––– | 0-0  | 3-1  | 1-2  | 0-0  | 5-1  | 0-1  | 9-0  | 0-2  |
| Mussomeli            | 1-2  | 1-3  | 4-0  | 2-0  | 1-1  | 1-0  | 2-0  | 2-1  | –––– | 0-0  | 1-1  | 0-0  | 3-0  | 2-0  | 2-1  | 1-0  |
| Nissa                | 1-2  | 1-0  | 2-1  | 1-1  | 1-1  | 2-1  | 2-0  | 2-2  | 1-1  | –––– | 0-2  | 1-1  | 1-0  | 1-0  | 1-0  | 2-1  |
| Paceco               | 1-1  | 2-0  | 3-0  | 4-1  | 3-0  | 1-0  | 4-0  | 1-1  | 3-0  | 2-2  | –––– | 2-0  | 2-0  | 1-0  | 12-0 | 3-0  |
| Parmonval            | 0-0  | 3-1  | 2-0  | 3-0  | 0-1  | 1-0  | 2-0  | 0-1  | 1-0  | 0-1  | 0-0  | –––– | 0-0  | 2-1  | 3-0  | 1-0  |
| Pro Favara           | 2-0  | 2-1  | 2-1  | 0-2  | 0-2  | 2-1  | 1-0  | 1-1  | 0-0  | 4-3  | 0-0  | 0-0  | –––– | 3-2  | 1-1  | 1-4  |
| Riviera Marmi        | 1-0  | 1-0  | 1-3  | 3-4  | 0-2  | 1-0  | 3-0  | 3-7  | 5-0  | 1-1  | 3-0  | 2-1  | 1-0  | –––– | 2-0  | 1-4  |
| Terranova Gela       | 1-8  | 0-9  | 1-3  | 1-0  | 0-4  | 0-1  | 3-0  | 0-2  | 1-2  | 0-0  | 2-2  | 1-4  | 0-9  | 0-3  | –––– | 1-2  |
| Troina               | 2-0  | 2-1  | 3-0  | 1-0  | 2-0  | 1-0  | 1-0  | 2-1  | 3-0  | 0-0  | 1-1  | 0-0  | 0-1  | 0-1  | 10-0 | –––– |

## Girone B

### Squadre Partecipanti
| Club                           | Città                               | Stadio                         | Stagione 2015-2016       |
| ------------------------------ | ----------------------------------- | ------------------------------ | ------------------------ |
| A.S.D. Acireale                | Acireale (CT)                       | Stadio Tupparello              | 5° in Eccellenza gir. B  |
| Pol. C.C.D Belpasso            | Belpasso (CT)                       | Stadio San Gaetano             | 5° in Promozione gir. C  |
| A.S.D. Calcio Biancavilla 1990 | Biancavilla (CT)                    | Stadio Orazio Raiti            | 1° in Promozione gir. C  |
| U.S.D. Città di Rosolini       | Rosolini (SR)                       | Stadio Salvatore Consales      | 8° in Eccellenza gir. B  |
| A.C.D. Città di Sant'Agata     | Sant'Agata di Militello (ME)        | Stadio Biagio Fresina          | 1° in Promozione gir. B  |
| S.S.D. Città di Scordia        | Scordia (CT)                        | Stadio Aldo Binanti            | 18° in Serie D gir. I    |
| A.S.D. Giarre Calcio           | Giarre (CT)                         | Stadio Regionale               | 11° in Eccellenza gir. B |
| S.S.D. Milazzo 1937            | Milazzo (ME)                        | Stadio Grotta Polifemo         | 9° in Eccellenza gir. B  |
| S.C. Palazzolo                 | Palazzolo Acreide (SR)              | Stadio Scrofani Sallustro      | 7° in Eccellenza gir. B  |
| U.S.D. Pistunina               | Pistunina, frazione di Messina      | Stadio Giovanni Celeste        | 4° in Promozione gir. B  |
| A.S.D. Real Avola              | Avola (SR)                          | Stadio Meno Di Pasquale        | 3° in Promozione gir. C  |
| U.S.D. Rocca di Capri Leone    | Rocca, frazione di Capri Leone (ME) | Stadio Comunale di Capri Leone | 2° in Eccellenza gir. B  |
| S.S.D. Catania San Pio X       | Nesima (quartiere di Catania)       | Stadio Comunale di Pedara      | 12° in Eccellenza gir. B |
| A.S.D. Sporting Taormina       | Taormina (ME)                       | Stadio Valerio Bacigalupo      | 6° in Eccellenza gir. B  |
| A.S.D. Sporting Viagrande      | Viagrande (CT)                      | Stadio Francesco Russo         | 10° in Eccellenza gir. B |
| A.S.D. Torregrotta             | Torregrotta (ME)                    | Stadio Comunale di Torregrotta | 2° in Promozione gir. B  |

### Classifica
|  | Pos. | Squadra              | Pt | G  | V  | N | P  | GF | GS  | DR   |
|  | ---- | -------------------- | -- | -- | -- | - | -- | -- | --- | ---- |
|  | 1.   | Palazzolo            | 63 | 30 | 18 | 9 | 3  | 62 | 17  | +45  |
|  | 2.   | Acireale             | 62 | 30 | 18 | 8 | 4  | 59 | 13  | +46  |
|  | 3.   | Catania San Pio X    | 61 | 30 | 18 | 7 | 5  | 45 | 16  | +29  |
|  | 4.   | Sant'Agata           | 57 | 30 | 16 | 9 | 5  | 77 | 33  | +44  |
|  | 5.   | Milazzo              | 57 | 30 | 18 | 3 | 9  | 52 | 30  | +22  |
|  | 6.   | Scordia              | 54 | 30 | 16 | 6 | 8  | 54 | 27  | +27  |
|  | 7.   | Giarre               | 44 | 30 | 13 | 5 | 12 | 41 | 36  | +5   |
|  | 8.   | Rosolini             | 43 | 30 | 13 | 4 | 13 | 38 | 38  | 0    |
|  | 9.   | Sporting Taormina    | 42 | 30 | 11 | 9 | 10 | 44 | 41  | +3   |
|  | 10.  | Biancavilla          | 41 | 30 | 11 | 8 | 11 | 40 | 33  | +7   |
|  | 11.  | Real Avola           | 40 | 30 | 12 | 4 | 14 | 40 | 43  | -3   |
|  | 12.  | Sporting Viagrande   | 39 | 30 | 11 | 6 | 13 | 50 | 39  | +11  |
|  | 13.  | Rocca di Capri Leone | 36 | 30 | 11 | 4 | 15 | 35 | 37  | -2   |
|  | 14.  | Pistunina            | 17 | 30 | 5  | 2 | 23 | 23 | 85  | -62  |
|  | 15.  | Belpasso             | 10 | 30 | 3  | 1 | 26 | 19 | 126 | -107 |
|  | 16.  | Torregrotta          | 9  | 30 | 2  | 3 | 25 | 14 | 79  | -65  |

Legenda:

      Palazzolo promossa in Serie D 2017-2018.

      Acireale ammessa ai Play Off nazionali. Ripescata in Serie D 2017-2018.

      Sporting Viagrande retrocessa in Promozione 2017-2018 dopo play-out.

      Belpasso e Torregrotta retrocesse in Promozione 2017-2018.

#### Play-off
Semifinali
|           | Risultati   |            | Luogo e data                                 |  |
| --------- | ----------- | ---------- | -------------------------------------------- |  |
| Acireale  | 3 - 1 (dts) | Milazzo    | Stadio Tupparello (Acireale), 29 aprile 2017 |  |
| San Pio X | 3 - 1       | Sant'Agata | Stadio Comunale (Pedara), 30 aprile 2017     |  |

Finale
|          | Risultati   |           | Luogo e data                                |  |
| -------- | ----------- | --------- | ------------------------------------------- |  |
| Acireale | 1 - 1 (dts) | San Pio X | Stadio Tupparello (Acireale), 7 maggio 2017 |  |

#### Play-out
|                    | Risultati |                      | Luogo e data                                       |  |
| ------------------ | --------- | -------------------- | -------------------------------------------------- |  |
| Sporting Viagrande | 1 - 2     | Rocca di Capri Leone | Stadio Francesco Russo (Viagrande), 30 aprile 2017 |  |

### Risultati

#### Tabellone
|                      | Aci  | Bel  | Bia  | Gia  | Mil  | Pal  | Pis  | RAv  | Roc  | Ros  | SPX  | SAg  | Sco  | SpT  | SpV  | Tor  |
| -------------------- | ---- | ---- | ---- | ---- | ---- | ---- | ---- | ---- | ---- | ---- | ---- | ---- | ---- | ---- | ---- | ---- |
| Acireale             | –––– | 7-0  | 1-1  | 3-1  | 3-1  | 0-0  | 6-0  | 4-0  | 3-0  | 2-0  | 0-0  | 2-0  | 0-0  | 2-1  | 0-1  | 3-0  |
| Belpasso             | 1-8  | –––– | 1-5  | 1-3  | 1-2  | 0-3  | 1-3  | 1-0  | 0-2  | 0-2  | 1-4  | 2-9  | 0-4  | 0-9  | 2-0  | 4-0  |
| Biancavilla          | 0-1  | 2-1  | –––– | 3-0  | 1-0  | 1-1  | 1-0  | 2-1  | 0-1  | 0-2  | 2-0  | 2-2  | 1-2  | 2-2  | 1-2  | 2-0  |
| Giarre               | 2-0  | 7-0  | 2-1  | –––– | 1-0  | 1-3  | 2-0  | 1-2  | 0-1  | 2-0  | 0-1  | 1-0  | 1-0  | 1-1  | 1-0  | 1-0  |
| Milazzo              | 1-0  | 4-0  | 3-0  | 4-1  | –––– | 1-1  | 5-0  | 3-1  | 1-0  | 2-0  | 0-1  | 2-2  | 2-1  | 1-2  | 2-1  | 1-0  |
| Palazzolo            | 0-0  | 4-0  | 2-2  | 1-0  | 0-0  | –––– | 5-0  | 4-0  | 3-1  | 1-2  | 2-0  | 3-0  | 2-1  | 5-1  | 2-0  | 3-1  |
| Pistunina            | 0-3  | 0-0  | 1-4  | 2-3  | 0-2  | 2-6  | –––– | 1-3  | 1-0  | 6-1  | 0-5  | 1-3  | 0-5  | 1-2  | 0-2  | 1-0  |
| Real Avola           | 1-2  | 8-0  | 1-1  | 2-0  | 2-1  | 1-0  | 4-1  | –––– | 1-0  | 2-0  | 0-3  | 1-2  | 0-0  | 1-0  | 2-2  | 2-0  |
| Rocca di Capri Leone | 0-2  | 5-1  | 0-0  | 0-3  | 0-1  | 0-0  | 2-1  | 3-0  | –––– | 1-2  | 1-0  | 1-1  | 1-2  | 2-3  | 3-1  | 5-2  |
| Rosolini             | 1-0  | 4-0  | 2-1  | 0-0  | 1-2  | 0-3  | 2-0  | 0-0  | 1-0  | –––– | 0-2  | 3-2  | 2-2  | 4-0  | 4-1  | 5-0  |
| San Pio X            | 0-1  | 4-0  | 1-0  | 1-0  | 5-2  | 0-0  | 1-0  | 3-0  | 1-0  | 1-0  | –––– | 2-2  | 0-0  | 1-2  | 1-1  | 1-0  |
| Sant'Agata           | 0-0  | 10-0 | 2-0  | 2-1  | 2-0  | 0-0  | 7-1  | 2-1  | 4-1  | 3-0  | 1-1  | –––– | 4-0  | 4-2  | 1-1  | 5-1  |
| Scordia              | 1-1  | 3-0  | 0-1  | 3-1  | 3-2  | 0-2  | 7-0  | 2-0  | 3-2  | 1-0  | 0-0  | 2-0  | –––– | 1-2  | 4-1  | 2-0  |
| Sporting Taormina    | 1-1  | 2-1  | 1-0  | 3-3  | 1-2  | 0-1  | 0-0  | 1-0  | 0-1  | 0-0  | 0-1  | 2-2  | 0-2  | –––– | 1-0  | 3-0  |
| Sporting Viagrande   | 0-1  | 10-0 | 1-1  | 1-1  | 0-1  | 2-1  | 3-0  | 3-1  | 0-2  | 3-0  | 0-1  | 0-2  | 2-1  | 1-1  | –––– | 7-1  |
| Torregrotta          | 0-3  | 2-1  | 0-3  | 1-1  | 0-4  | 1-4  | 0-1  | 1-3  | 0-0  | 1-0  | 1-4  | 0-3  | 0-2  | 1-1  | 1-4  | –––– |